# باول كاسترو
باول كاسترو (بالإنجليزية: Paul Castro)‏ هو كاتب سيناريو أمريكي، ولد في 12 مارس 1975.

## وصلات خارجية
- باول كاسترو على موقع IMDb (الإنجليزية)
- باول كاسترو على موقع ألو سيني (الفرنسية)
- باول كاسترو على موقع أول موفي (الإنجليزية)
- باول كاسترو على موقع قاعدة بيانات الفيلم (الإنجليزية)
- باول كاسترو على موقع كينوبويسك (الروسية)